# Joan Fontaine
Joan Fontaine (Tokió, 1917. október 22. – Carmel-by-the-Sea, Kalifornia, 2013. december 15.) brit származású Oscar-díjas amerikai színésznő, Olivia de Havilland húga. Nővérével együtt Fontaine egyike az 1930-as évekbeli hollywoodi film utolsó nagyasszonyainak. Fontaine az egyetlen színésznő, aki Oscar-díjat nyert egy Alfred Hitchcock-film főszerepében.

## Gyermekkora
Joan de Beauvoir de Havillandként született Tokióban, Japánban, szülei kisebbik lányaként. Apja Walter Augustus de Havilland (1872–1968) brit szabadalmi ügyvéd volt, aki szakmai gyakorlatát töltötte Japánban, anyja Lilian Augusta Ruse pedig (1886–1975) brit színésznő, akit a közönség Lillian Fontaine művésznéven ismert. Szülei 1914-ben házasodtak össze és 1919-ben elváltak.
Joan Fontaine nővére Olivia de Havilland (1916–2020), akitől Fontaine évtizedeken keresztül elhidegült volt, 1975 óta pedig egyáltalán nem beszélnek egymással. Apai unokatestvére Sir Geoffrey de Havilland, a híres De Havilland Mosquito repülőgép tervezője. Joan Fontaine 1943 áprilisában lett amerikai állampolgár. Állítólag beteges gyermek volt, aki vérszegénységben szenvedett sorozatos kanyaró és streptococcus fertőzések miatt, az édesanyja ezért vitte őt és nővérét az Egyesült Államokba egy szakorvos javaslata alapján. A család Saratogában, Kaliforniában telepedett le és Joan egészsége drámaian javulni kezdett. Rövidesen stílusleckéket kezdett venni nővérével együtt. A Los Gatos Középiskolában tanult. Mikor 15 éves lett visszatért Japánba, ahol apjával élt két évig .

## Pályája
Fontaine színpadi debütálása a West Coast "Mára elég" (Call It a Day) című produkciójához kötődik 1935-ben, ezt követően hamarosan aláírt egy szerződést az RKO-val. Filmdebütálása szintén 1935-ben történt egy kisebb szerepben az "Ennyi, hölgyeim!" (No More Ladies) című filmben, ahol a stáblistán még Joan Burfield volt a neve.  Ezt követően 1937-ben főszerepet kapott egy RKO-produkcióban, Fred Astaire oldalán. A "Kislány végveszélyben" (A Damsel in Distress) című filmben Ginger Rogers, Fred Astaire állandó partnere nem kapott szerepet, így a nézők kiábrándultan fogadták a filmet, ami rövidesen meg is bukott. Ezután kisebb szerepekben jelent meg tucatnyi filmben, de nem keltett komolyabb figyelmet, és 1939-ben nem újították meg a lejárt szerződését. Ugyanebben az évben férjhez ment Brian Aherne brit színészhez. A házasság sikertelen volt, 1945-ben elváltak.
A szerencse akkor ragyogott rá, amikor egy vacsorapartin véletlenül David O. Selznick filmproducer mellé ültették. Beszélgetni kezdtek Daphne du Maurier akkoriban friss sikernek számító Rebecca című regényéről, aminek az lett a következménye, hogy Selznick meghallgatásra hívta a készülő filmhez a névtelen hősnő szerepére. Hat hónapig tartó kimerítő tesztelés után (melynek során több száz színésznőt hallgattak meg a szerepre) ő kapta meg a főszerepet 21 éves korában.
A Manderley-ház asszonya (eredeti címen: Rebecca) a szintén brit Alfred Hitchcock első amerikai rendezése volt 1940-ben. A film fogadtatása rendkívüli volt, Fontaine-t a legjobb színésznőnek járó Oscar-díjra jelölték. Nem nyerte el a díjat (helyette Ginger Rogers kapta a díjat a Kitty Foyle című filmért), de a következő év már Joan Fontaine éve lett. 1941-ben megkapta az arany szobrot a Gyanakvó szerelem (Suspicion) című filmben nyújtott alakításáért. A filmet szintén Hitchcock rendezte, és ez volt minden idők egyetlen Oscar-díjat érő Hitchcock filmfőszerepe.

## Karrierje

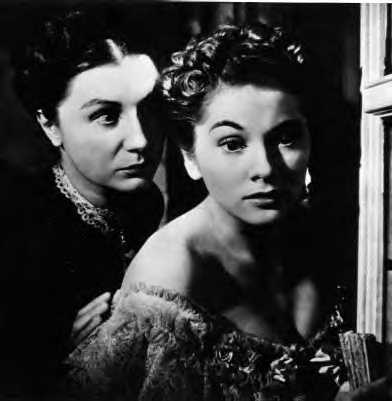
Joan Fontaine a A Manderley-ház asszonya (eredeti címen: Rebecca) című filmben-1940, partnere: Judith Anderson

Az 1940-es években romantikus melodrámákban tűnt fel. Említésre méltó filmjei ebből az időszakból a Constant Nymph (1943) (amiért harmadik Oscar-jelölését kapta), a Jane Eyre (1944), az Ivy (1947) és a Letter from an Unknown Woman (1948). A filmes karrierje kifáradt az 1950-es évekre, ismét feltűnt a televízióban és a színpadon. Jó kritikákat kapott a Vincente Minnelli által rendezett 1954-es Tea és együttérzés (Tea and Sympathy) című Broadway darabban, ahol Anthony Perkins volt a partnere. Az 1940-es években számos rádióműsorban is feltűnt a Lux Radio Theatre című adásban.
A 60-as években folytatta a színpadi munkát olyan produkciókban, mint a Magánéletek (Private Lives), A kaktusz virága (Cactus Flower) és Az oroszlán télen (The Lion in Winter) ausztriai változata. Az utolsó mozifilmje a Boszorkányok (film, 1967) (The Witches) volt 1967-ben, aminek egyik producere is volt. 1956-ban Eduard Franz társaságában szerepelt az NBC The Joseph Cotten Show című műsorában. Saját magát alakította 1957-ben a CBS Sok Ádám egy Éva (Mr. Adams and Eve) című szituációs komédiájában Howard Duff és Ida Lupino társaságában. Vendégszerepet kapott az ABC rövid életű Bing Crosby Show-jában az 1964-65-ös szezonban. Az 1970-es és 80-as években is fellépett és egy Emmy-díjra is jelölték a Ryan reménye (Ryan's Hope) című szappanoperáért 1980-ban.
Önéletrajza, az Élet nem rózsabimbó (No Bed of Roses) 1978-ban jelent meg. 1982-ben a zsűri elnöke volt a 32. Berlini Nemzetközi Filmfesztivál felkérésére.
Carmelben, Kaliforniában élt, viszonylagos visszavonultságban. Utolsó éveiben idejének nagy részét a kertjeiben, kutyáival töltötte. 2013. dec. 15-én álmában érte a halál kaliforniai otthonában. 

## Magánélete
Joan Fontaine négyszer ment férjhez és vált el:
- Brian Aherne (1939–1945) (elvált)
- William Dozier (1946–1951) (elvált) 1 gyermek
- Collier Young (1952–1961) (elvált), korábban Ida Lupino férje
- Alfred Wright, Jr. (1964–1969) (elvált), a hírlapszerkesztő.

Egy saját gyermeke van, Deborah Leslie Dozier (született: 1948), a Dozier-vel történt házasságából, és még egy perui örökbe fogadott lánya, Martita, aki elmenekült korábbi otthonából. Joan Fontaine-nek csillaga van a Hollywood Walk of Fame-en a Vine Street 1645-ös szám alatt.

## Testvérháború

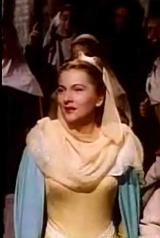
Joan Fontaine az Ivanhoe című filmben – 1952.

Olivia de Havilland vált először színésznővé, és amikor a húga, Joan megpróbálta követni a pályán, anyjuk, akinek Olivia volt a kedvence, megtiltotta Joan számára, hogy a családnevét használja. Ennek értelmében Joan rákényszerült, hogy kitaláljon egy művésznevet, így lett előbb Joan Burfield, majd Joan Fontaine. Charles Higham életrajzíró feljegyezte, hogy Olivia de Havilland és Joan Fontaine között gyermekkorukban gyökerező ellentét volt, amikor is Olivia szétszaggatta a Joan által viselt használt ruhákat, majd arra kényszerítette húgát, hogy megvarrja azokat. Mindkettőjüket Oscar-díjra jelölték 1942-ben, de Joan nyerte el először a díjat az 1941-es Gyanakvó szerelemért. Ugyanebben az évben Olivia de Havilland-et is jelölték a Hold Back the Dawn című filmért. Higham állítja, hogy Joan bűntudatot érzett, hogy ő kapta meg előbb a díjat és nem a nővére, ami nagyon akadályozta a karrierje felívelését. Higham leírja, hogy a díjátadó ceremónián Joan figyelmen kívül hagyta Olivia kinyújtott kezét, amikor az gratulálni akart a húgának, amitől Olivia megsértődött és kínosan érezte magát. Évekkel később Olivia, aki még élénken emlékezett a sérelemre, egy alkalommal ugyanígy elment Joan mellett, aki kinyújtott kézzel várakozott, ennek az is oka volt, hogy a húga megjegyzést tett az akkori férjére. Olivia és Joan viszonya még rosszabb lett a két incidens után. Higham szerint ezek voltak az utolsó cseppek, melyek az életre szóló családi viszályhoz vezettek, de 1975-ig még szóba álltak egymással. Joan szerint Olivia nem hívta meg az édesanyjuk búcsúztatójára, aki akkoriban halt meg. Olivia azt állítja szólt Joannak, aki nem vette figyelembe, azt állítva, hogy túl elfoglalt ahhoz, hogy részt vegyen a ceremónián. Higham megjegyzi, hogy Joan a saját gyermekeivel is rossz kapcsolatban volt, valószínűleg azért, mert megtudta, hogy titokban kapcsolatot ápolnak a nagynénjükkel, Oliviával. A nővérek nyíltan sohasem beszéltek a viszálykodásukról, bár egy interjúban, melyet John Kobal készített Joan Fontaine kategorikusan visszautasította az elhíresült ellenségeskedést, azt állítva, hogy az csak egy sajtópletyka.

## Ismertebb filmjei
- 1962 – Bársonyos az éj (Tender is the Night)
- 1961 – Utazás a tenger mélyére (Voyage to the Bottom of the Sea) ... Dr. Susan Hiller
- 1958 – Egy bizonyos mosoly (A Certain Smile)
- 1957 – Sziget a napon (Until They Sail) ... Anne Leslie
- 1956 – Kétségtelenül indokolt (Beyond a Reasonable Doubt) ... Susan Spencer
- 1953 – A házasságszédelgő (The Bigamist) ... Eve Graham
- 1952 – Ivanhoe ... Rowena
- 1952 – Othello, a velencei mór tragédiája (Othello) ... Page
- 1948 – The Emperor Waltz ... Johanna Franziska Von Stultzenberg
- 1948 – Levél egy ismeretlen asszonytól (Letter from an Unknown Woman) ... Lisa Berndle
- 1943 – The Constant Nymph
- 1941 – Gyanakvó szerelem (Suspicion) ... Lina McLaidlaw
- 1940 – A Manderley-ház asszonya (Rebecca) ... Mrs. de Winter
- 1939 – Az asszonyok (The Women) ... Mrs. John Day / Peggy
- 1937 – Quality Street ... Charlotte Parratt
- 1937 – A Damsel in Distress ... Lady Alyce Marshmorton

## Fordítás
- Ez a szócikk részben vagy egészben  a   Joan Fontaine című angol Wikipédia-szócikk fordításán alapul.  Az eredeti cikk szerkesztőit annak laptörténete sorolja fel. Ez a jelzés csupán a megfogalmazás eredetét és a szerzői jogokat jelzi, nem szolgál a cikkben szereplő információk forrásmegjelöléseként.